# Zaké Westin

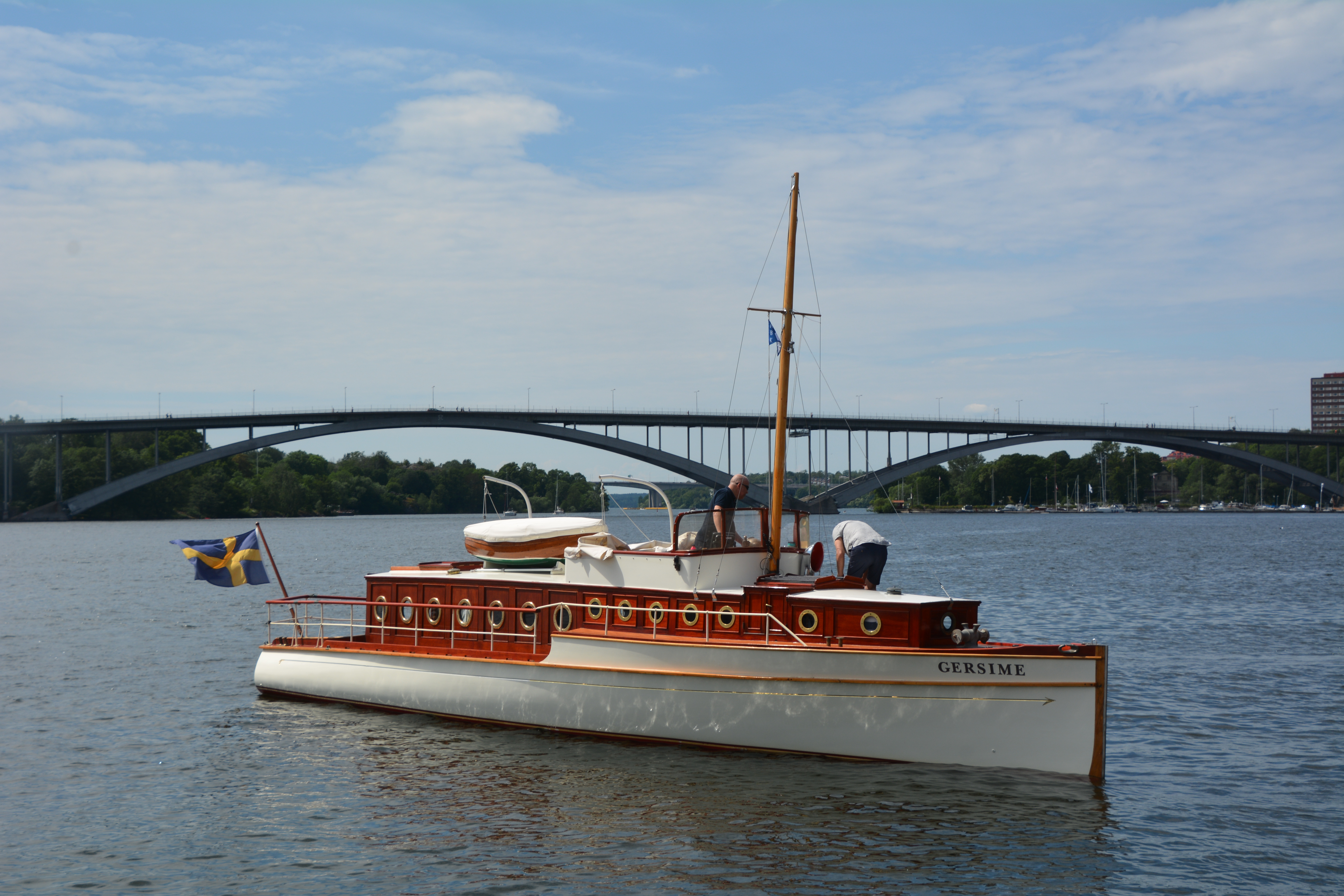
MY_Gersime 01.jpg

Karl Zakeus Westin, känd som Zaké Westin, född 1 juni 1886, död 1 februari 1938, var en finländsk båtkonstruktör.
Zaké Westin var son till August Westin (1845–1920) och Amanda Matilda Westin, född Ahlgren (1848–1914), samt bror till Bruno Westin (1883–1951).
Han gick yrkesskola för att bli elektriker och 1905 började han på Åbo tekniska skola, varifrån han utexaminerade våren 1907. Därefter arbetade han en period som tecknare på Karhula glasbruk i Karhula.
Åbo Båtvarf i Åbo övertogs 1892 av Gustaf Adolf Lindblom och leddes av båtbyggaren August Westin. Hans söner arbetade också där. Bruno Westin var driftsingenjör och Zakeus Westin var båtkonstruktör.
Han var gift med Irene Callista Westin, född Andersson, och hade flera barn.

## Båtar konstruerade av Zaké Westin i urval
- Calista I, Calista II och Calista III, segelbåtar för privat bruk
- 1911 M/Y Gersime, byggd på Åbo Båtvarf för Harry Axelsson Johnson
- 1920 SK 120 Ingun, skärgårdskryssare byggd på Åbo Båtvarf för Alrik Sundén-Cullberg
- 1923 M/Y Airawata, byggd på Åbo Båtvarf för Fredric Möller
- 1929 Stella Polaris, segelbåt av R6-typ, 11,65 meter lång, byggd av Åbo Båtvarf för Walter Ahlström